# Haapajärvi (sjö i Lieksa, Norra Karelen)
Haapajärvi är en sjö vid finsk-ryska gränsen. Den finländska delen ligger i kommunen Lieksa i landskapet Norra Karelen i Finland. Sjön ligger 201,9 meter över havet. Den är 2,5 meter djup. Arean är 68 hektar och strandlinjen är 7,17 kilometer lång. Sjön  ingår i Vuoksens huvudavrinningsområde.   Den ligger omkring 100 kilometer nordöst om Joensuu och omkring 470 kilometer nordöst om Helsingfors. 